# 布鲁塞尔世界贸易中心
布鲁塞尔世界贸易中心（英語：World Trade Center of Brussels）是三座位于比利时布鲁塞尔的综合建筑物。

## 历史
位于比利时布鲁塞尔北部，东面是布鲁塞尔北站。是比利时最高的建筑物之一，其中一号楼完工于1972年，二号楼完工于1976年，三号楼完工于1983年。2010年以来计划建造四号楼。

## 画廊

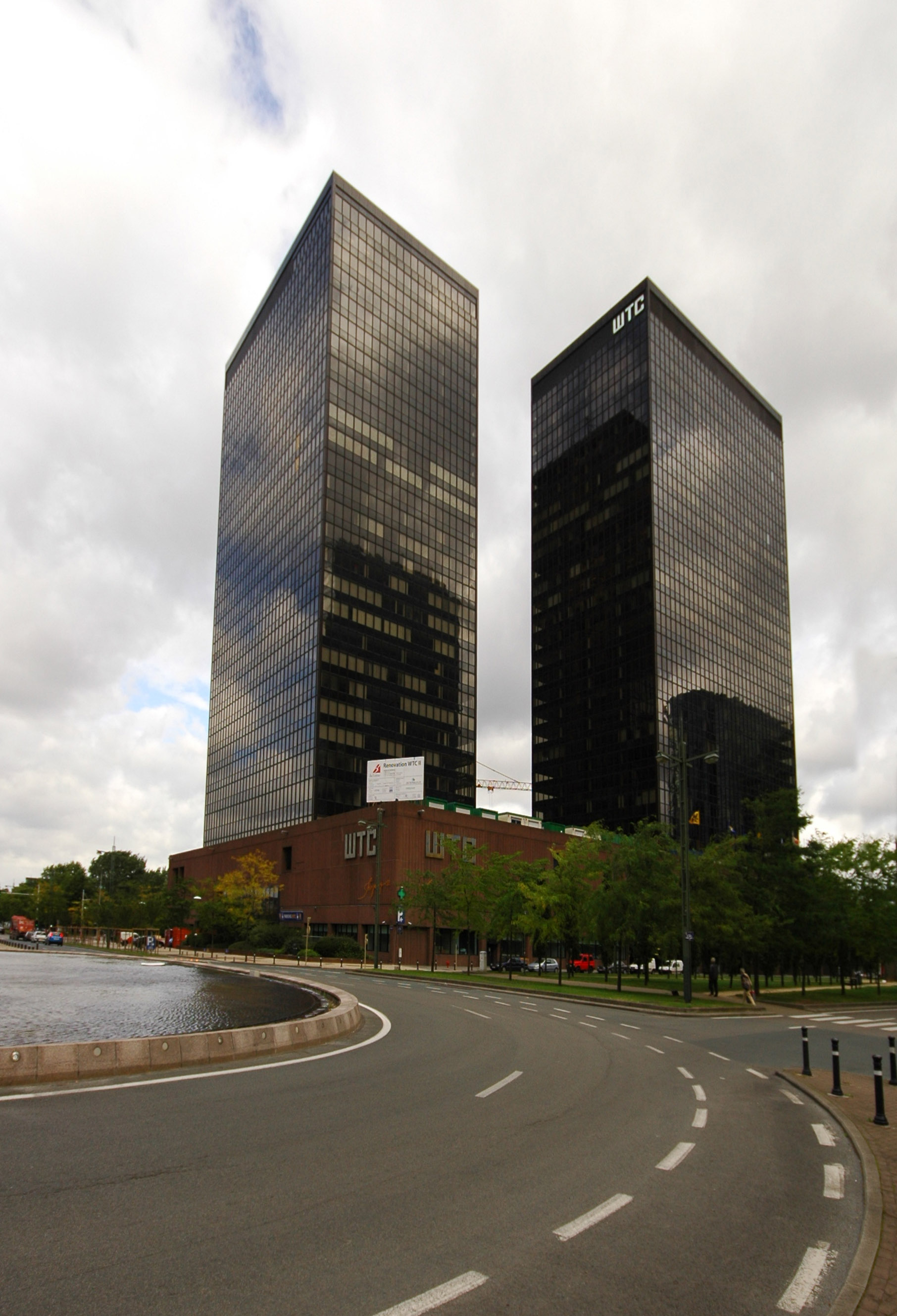
一号楼和二号楼
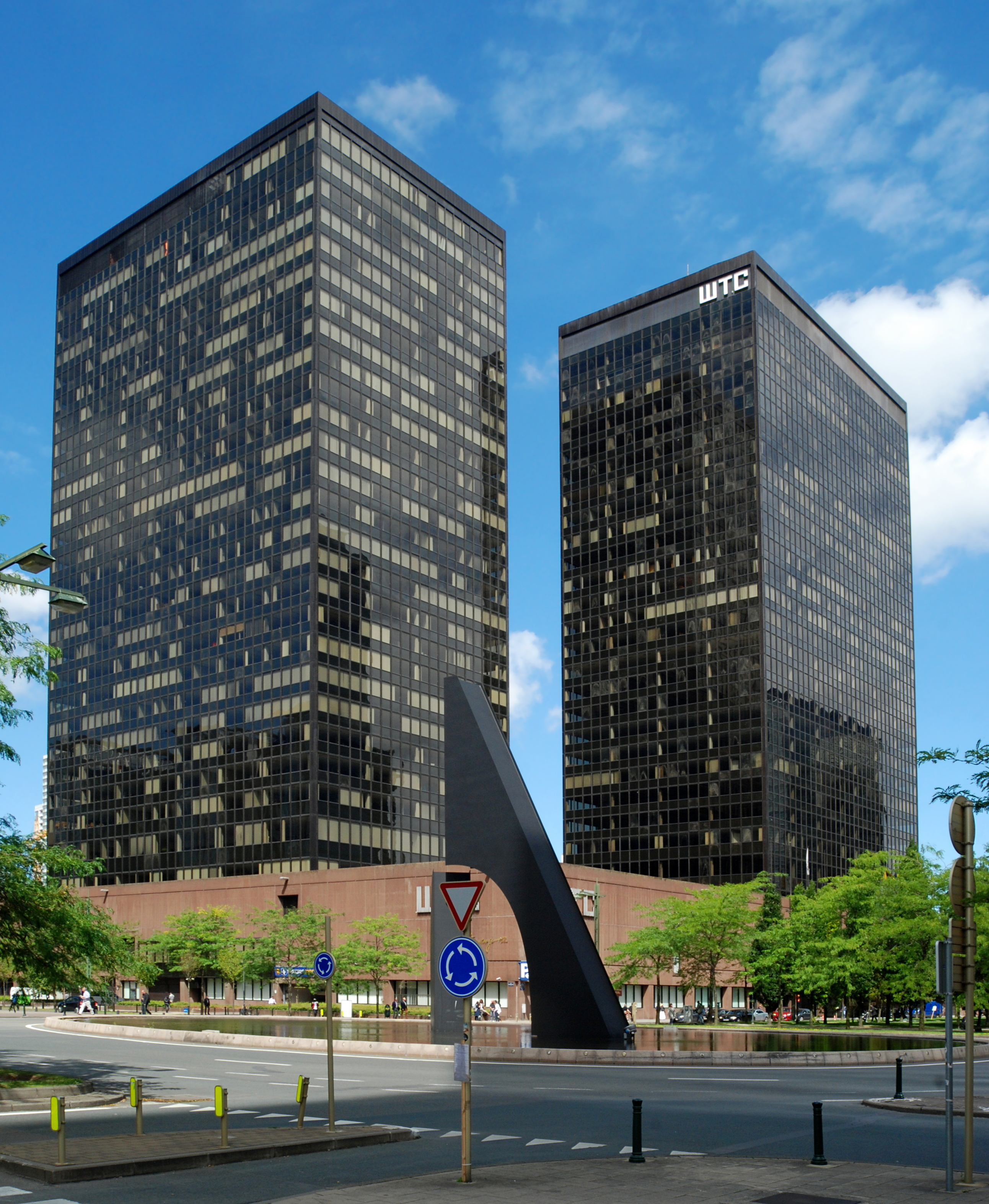
一号楼和二号楼
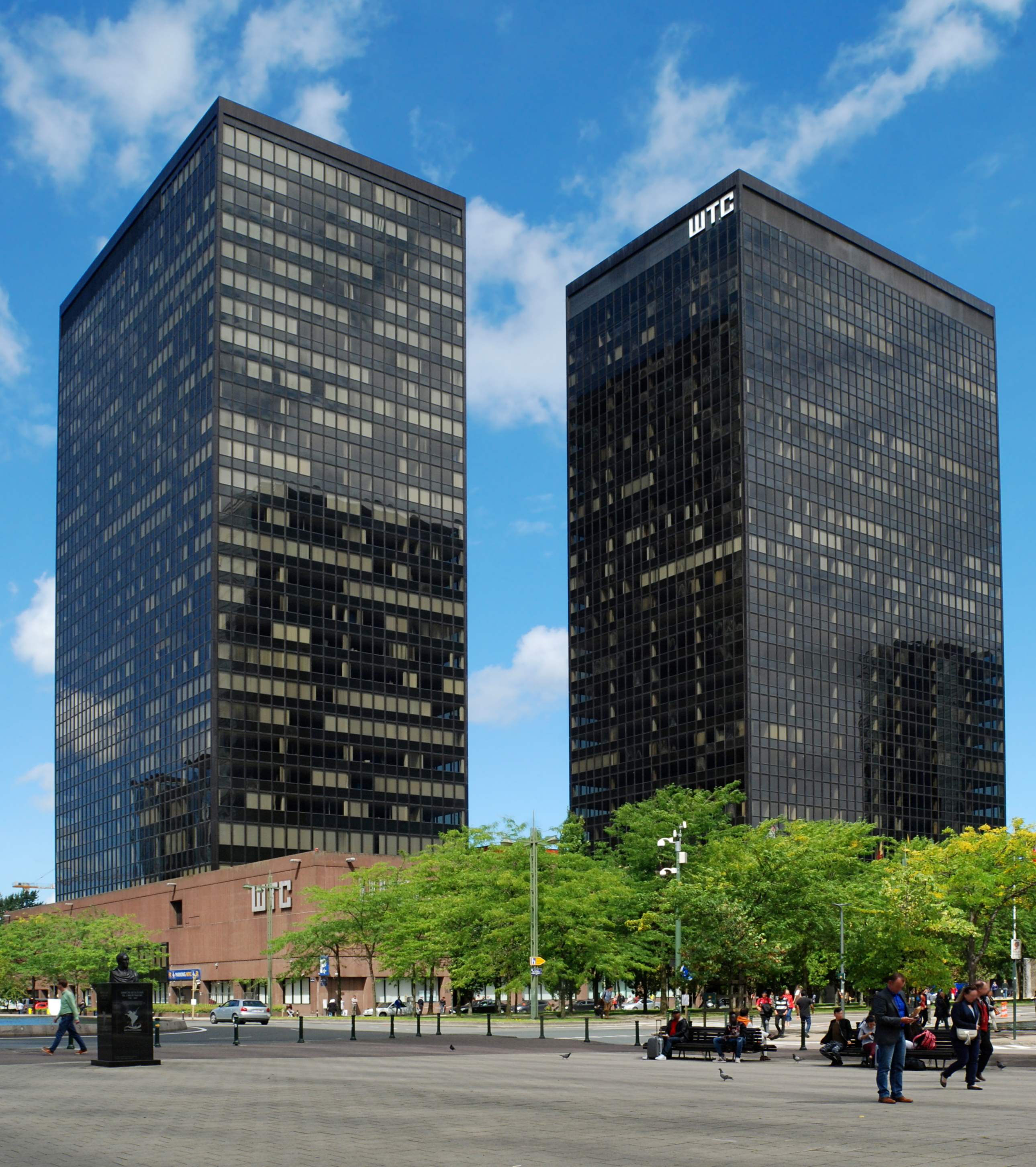
一号楼和二号楼
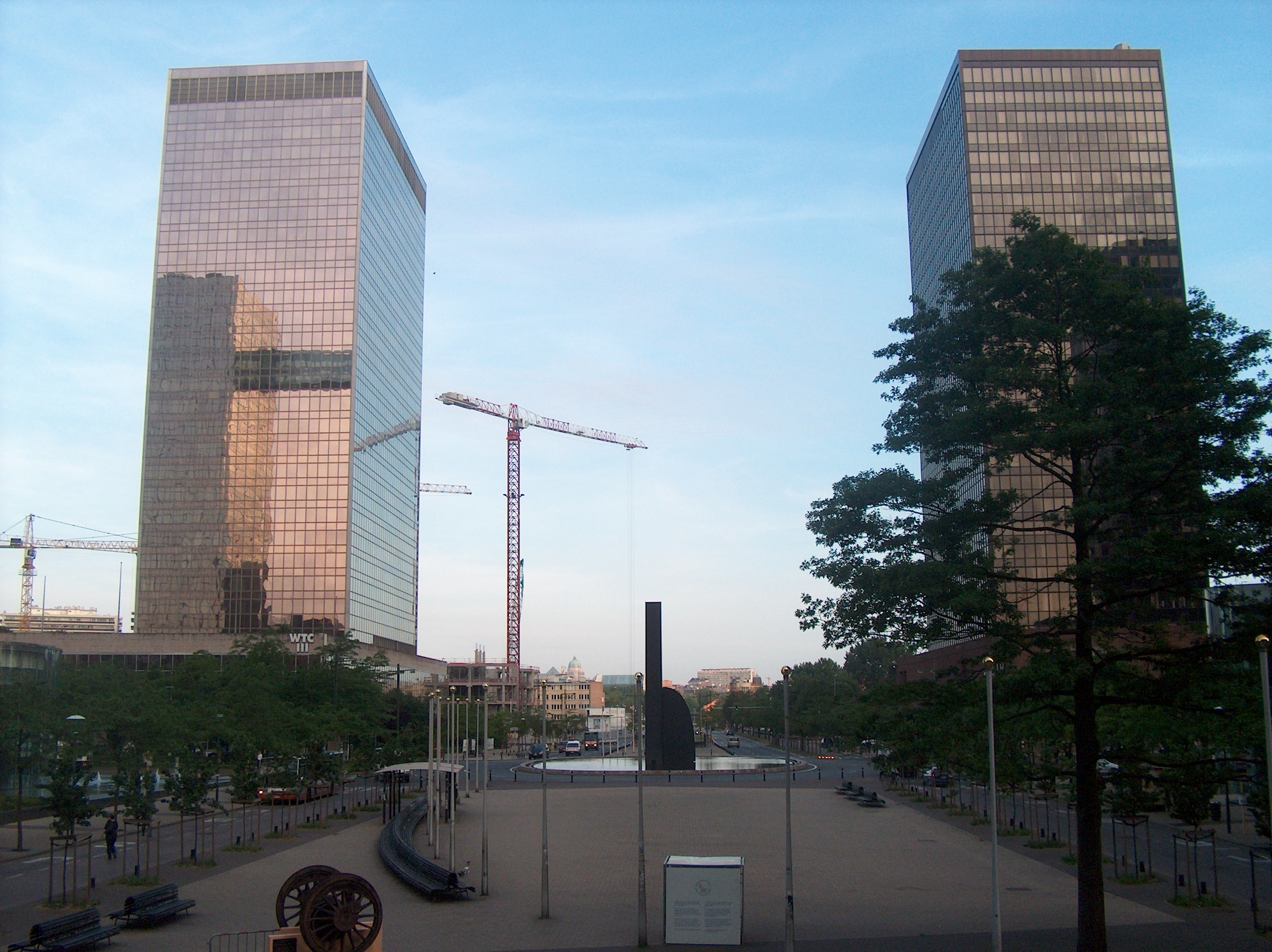
三号楼和二号楼
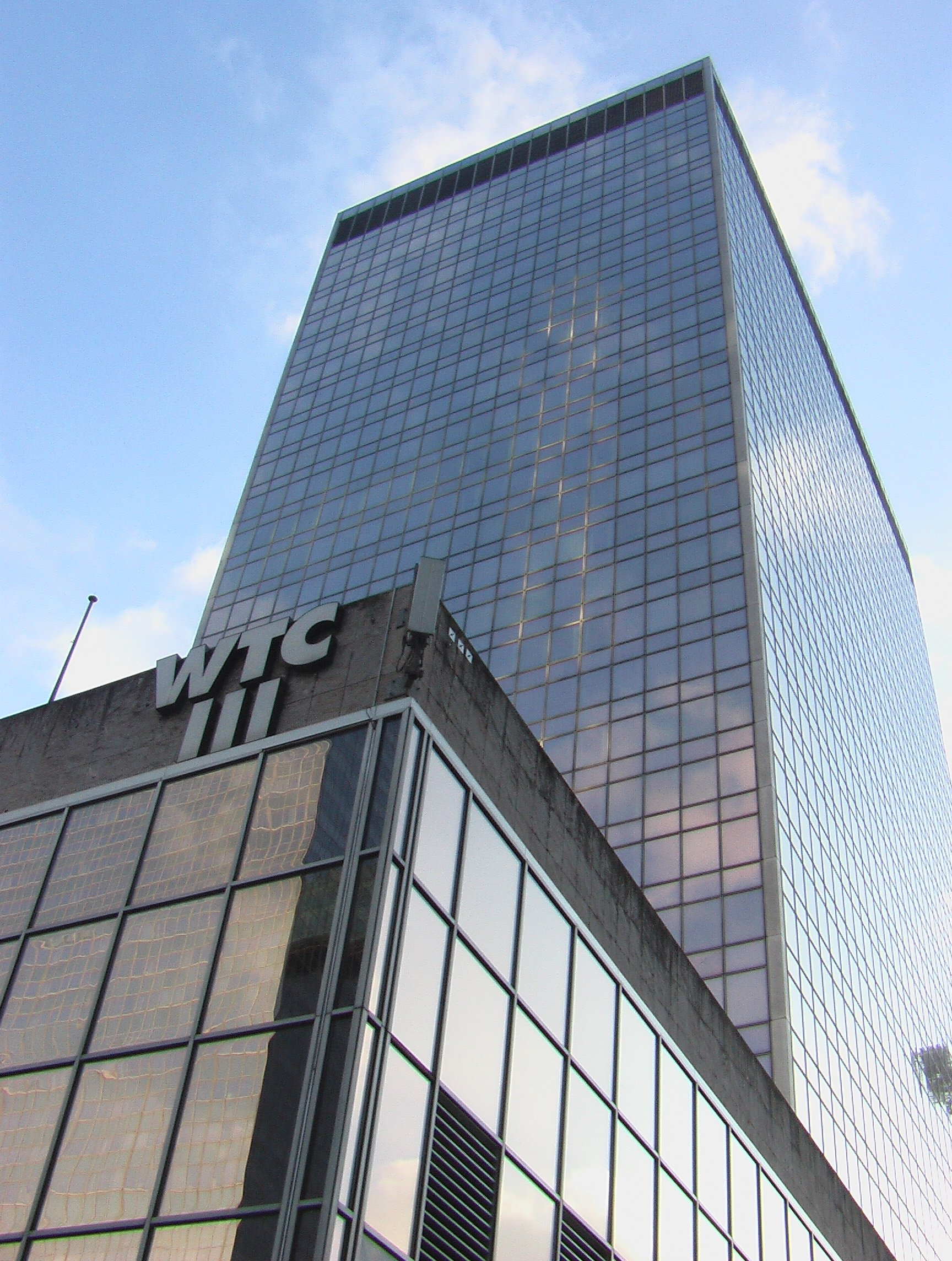
三号楼
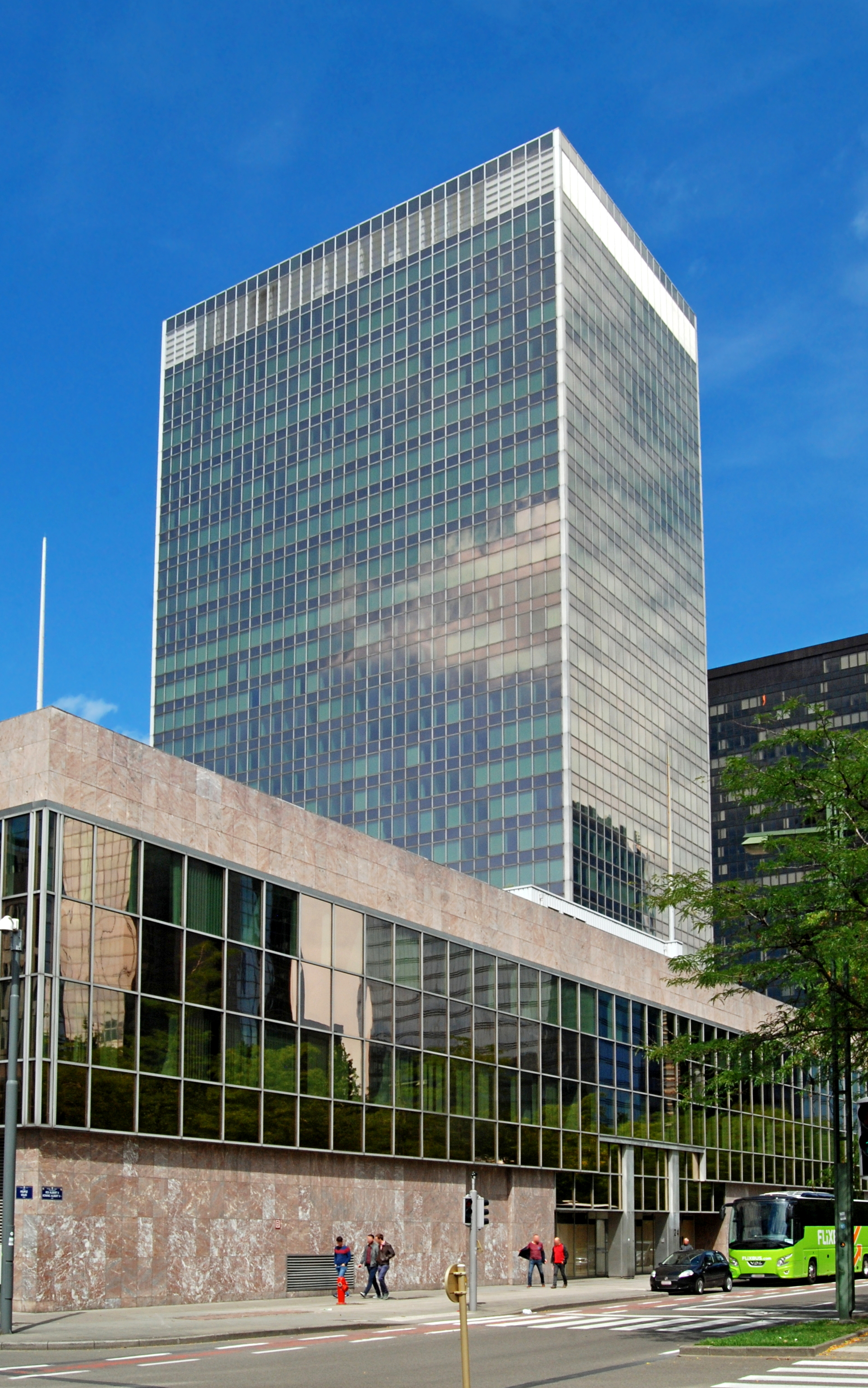
三号楼
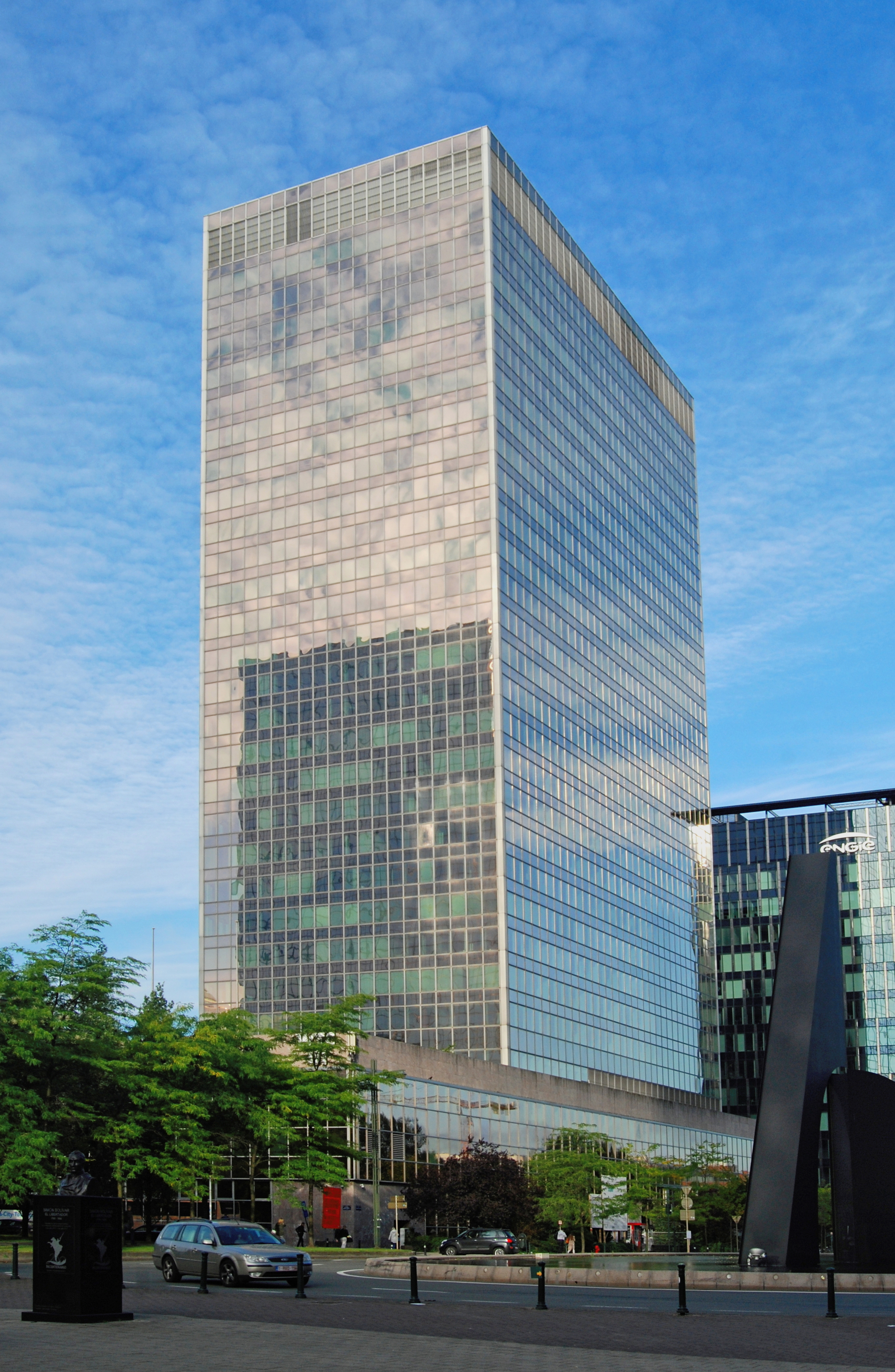
三号楼